# Jalen Romande Green
Jalen Romande Green (Merced, Califòrnia, 9 de febrer del 2002) és un baloncestista nord-americà que actualment juga per als Houston Rockets de l'NBA. Amb 1,98 metres d'alçada, juga en la posició d'escorta.

## Trajectòria esportiva

### Primers anys
Green va néixer en Merced, Califòrnia, i va passar els seus primers anys allà i en Livingston. Quan estava en tercer grau, es va mudar amb la seua família a Freixe. En sisè grau va començar a jugar en la Amateur Athletic Union, mentre entrenava cinc hores al dia.

### High School
Els tres anys d'institut els va passar en el San Joaquin Memorial High School de Freixe. Com a estudiant de primer any, va ser titular a temps complet i va fer una mitjana de 18,1 punts i nou rebots per partit, i va acabar sent inclòs en el segon quintet All-American de freshman a nivell nacional. En la segona temporada, Green va fer una mitjana de 27,9 punts i 7,7 rebots per partit, portant al San Joaquin Memorial al títol de la Divisió II de la Secció Central i a disputar els playoffs de la CIF Open Division. Va ser triat Sophomore de l'Any a nivell nacional, i inclòs en el segon quintet de l'estat de Califòrnia per l'USA Today.
Com junior, Green va fer una mitjana de 30,1 punts, 7.8 rebots i 3,6 assistències per joc per a San Joaquin Memorial. Va guanyar el seu segon campionat consecutiu de la Divisió Central II. En el partit pel títol, va superar el rècord d'anotació de la carrera escolar de 2288 que ostentava Roscoe Pondexter des de 1971.
Per a la temporada sènior va ser transferit al Prolific Prep en Napa, Califòrnia. Green va fer una mitjana de 31,5 punts, 7,5 rebots i cinc assistències per partit, la qual cosa va portar al seu equip a un rècord de 31-3. Va ser nomenat jugador de l'any per Sports Illustrated All-American i membre del primer equip MaxPreps All-American. Va ser triat per disputar el McDonald's All-American Game, el Jordan Brand Classic i el Nike Hoop Summit, però els tres partits van ser cancel·lats a causa de la pandèmia COVID-19.

### Professional
Green és un dels primers jugadors que va optar per no anar a la universitat sinó a entrar a lliga inferior. El 16 d'abril de 2020, Green va signar un contracte d'un any i 500.000 dòlars amb el NBA G League Ignite, un equip de desenvolupament afiliat a la NBA G League. Es va convertir en el primer jugador a unir-se a l'equip. Va jugar una temporada en la qual va fer una mitjana de 17,9 punts, 4,1 rebots i 2,8 assistències per partit.
Considerat un dels millors jugadors del Draft del 2021, Jalen Green fou elegit en segona posició pels Houston Rockets.